# Berdjuž'e
Berdjuž'e (in russo Бердюжье?) è un villaggio della Russia asiatica nell'oblast' di Tjumen'; è il centro amministrativo del rajon Berdjužskij.
Si trova sulle rive di due piccoli laghi, 284 km a sud-est di Tjumen' e a 90 km da Išim.